# Tatsuo Kawaguchi
Pour les articles homonymes, voir Kawaguchi (homonymie) et Tatsuo.
Tatsuo Kawaguchi (河口 龍夫, Kawaguchi Tetsuo) est un peintre japonais du XXe siècle, né en 1940 à Kōbe.

## Biographie
Tatsuo Kawaguchi est un peintre sculpteur d'assemblages, multimédia ; conceptuel. Élève de l'Université des beaux-arts Tama à Tokyo, il en sort diplômé en 1962. Il participe à de nombreuses manifestations de groupes, notamment en 1965-1966 à celles du Groupe I auquel il appartient ; en 1970 dixième Biennale de Tokyo ; en 1972 première Biennale de Kyoto; en 1973 troisième Biennale de Paris ; en 1974 L'Art Japonais d'aujourd'hui au Musée d'art contemporain de Montréal, etc. Il fait aussi des expositions personnelles au Japon depuis la première à Osaka en 1962. En 1968 et 1973, il reçoit le Prix de La JAFA. Il enseigne à l'Université de Akashi.
Dès ses débuts, son intérêt pour l'art conceptuel apparaît dans sa peinture. Ensuite, il utilise la lumière, la vidéo, la photo, le film, en tant que nouveaux médias. Il réalise des assemblages de repères, répartis dans l'espace, dont certains sont excités électriquement.